# Bundesgartenschau 1965
Die Bundesgartenschau 1965 fand vom 29. April bis zum 17. Oktober 1965 in Essen statt.

## Vorbereitung
Das Gelände des Grugaparks diente als Ausstellungsfläche. Es hatte zuvor bereits 1929 die Große Ruhrländische Gartenbau-Ausstellung, 1938 die Reichsgartenschau und 1952 die Zweite Gruga-Ausstellung beherbergt.
Die Fläche des Parks wurde für die Bundesgartenschau 1965 auf ihre heutige Größe von rund 70 Hektar erweitert und dabei auch mit dem Botanischen Garten verbunden. So wurde der im Jahr 1900 angelegte Südfriedhof vom Grugapark umrahmt. Dazu wurden unter anderem 600 Kleingärten, die Stadtgärtnerei und die Anbindung der Lührmann- an die Norbertstraße, zur Schaffung eines großen Parkplatzes (heute Congress Center Süd), verlegt. Während des Umbaus für die Bundesgartenschau wurde der Park zwei Jahre geschlossen. Die Umgestaltung des Parks kostete rund 30 Millionen DM.

## Gartenschau
Bundespräsident Heinrich Lübke eröffnete die Bundesgartenschau in der Grugahalle vor 6000 geladenen Gästen, darunter auch Oberbürgermeister Wilhelm Nieswandt, Gartenbaudirektor Helmut Klausch und Ministerpräsident Franz Meyers. Das Gartenschaugelände hatte sechs Eingänge.
Für die Bundesgartenschau waren Erholungs- und Freizeitmöglichkeiten, insbesondere für Familien mit Kindern, entstanden, wozu unter anderem Spielplätze, eine Ponyreitbahn, ein Gondelteich (dort befindet sich heute der Abenteuerspielplatz), eine 2500 Quadratmeter große Minigolfanlage und eine 60 × 30 Meter große Rollschuhbahn mit Zuschauerrängen zählten. Noch im Jahr der Bundesgartenschau wurde der Roll- und Eissportverein Gruga Essen e. V. gründet, der sich die neue Bahn mit zwei weiteren Vereinen teilte.
Der Haupteingangsbereich südlich der Grugahalle wurde vor dem Großen Blumenhof, dem größten Gastronomiebereich der Gruga, mit weit ausladenden Wasserfontänen, deren lange Düsen Buntstifte zum Vorbild hatten, ausgestattet. Anstelle des bewaldeten Tales zwischen dem alten Grugapark und dem Botanischem Garten trat der Margarethensee, benannt nach der Unternehmerin und Stiftsgründerin Margarethe Krupp. Die Friedrich Krupp AG ließ als Leihgabe für die Bundesgartenschau einen Turm mit Gussstahlglocken am Osteingang aufstellen. Die kreisrunde Dahlienarena wurde westlich zum Tal hin geöffnet, um den Blick zum Alpinum im Botanischen Garten zu ermöglichen. Vor dem nördlich benachbarten Musikpavillon mit Spitzdach entstand der Kordes-Garten. Hier fanden sonntäglich Grugakonzerte statt, die seit Mitte der 1950er Jahre vom Westdeutschen Rundfunk (WDR) übertragen wurden. Dieser Garten wich später dem heutigen Bereich mit wechselnder Bepflanzung. Im Bereich der heutigen Orangerie standen Pflanzenschauhäuser, die westlich von einem Terrarium und östlich von einem Aquarium flankiert waren. Östlich des Aquariums lag das Seehundbecken.
Die Parkeisenbahn des Grugaparks erhielt wegen der Erweiterung des Gruga-Geländes für die Bundesgartenschau eine teilweise neue, erweiterte Trassierung.
Der Eintritt betrug während der Bundesgartenschau für Erwachsene 2,50 DM und für Kinder 1 DM. Die Bundesgartenschau wurde von 5,3 Millionen Gästen besucht. Schon am Eröffnungstag kamen – bei regnerischem Wetter – 30.000 Besucher, am darauffolgenden, sonnigen Maifeiertag kam es zu einem nicht wieder erreichten Besucherrekord von 180.000 Menschen an einem Tag.

## Bleibendes
Der Lesepavillon ist das letzte erhaltene Gebäude der Bundesgartenschau 1965.
Nachdem für die Bundesgartenschau erstmals die Hauptwege des Grugaparks befestigt wurden, war der bis dahin nur zwischen April und Oktober geöffnete Park anschließend ganzjährig zu besuchen.